# شش قو
شش قو (به آلمانی: Die sechs Schwäne) یک افسانه آلمانی است، که توسط برادران گریم، در سال ۱۸۱۲ جمع آوری شده‌ است.

## داستان

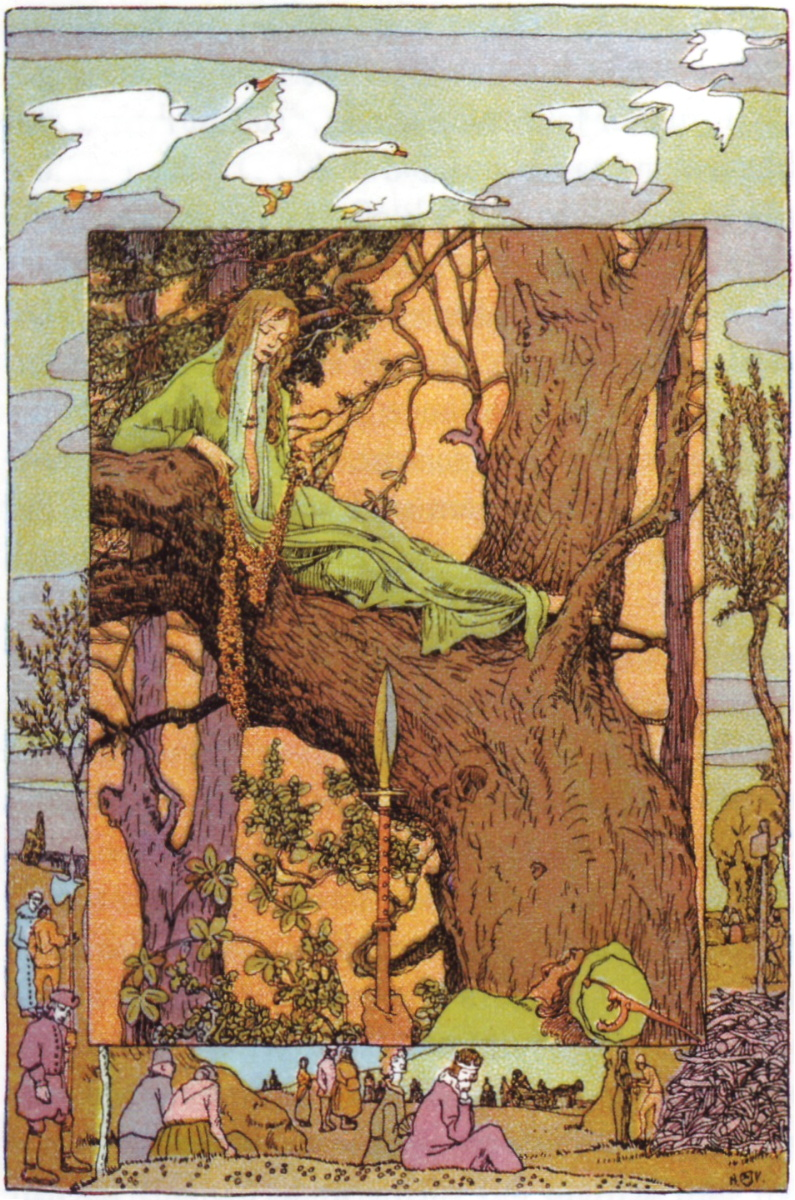
تصویرگری از افسانه گریم "شش قو" (KHM 49) اثر هاینریش فوگلر

پادشاه در جنگلی گم می شود و پیرزنی به او کمک می کند ، به شرطی که او با دختر زیبای او ازدواج می کند. پادشاه در این مورد احساس بدی دارد اما به هر حال قبول می کند. او از ازدواج اولش شش پسر و یک دختر دارد و می ترسد که بچه ها توسط همسر جدید او هدف قرار بگیرند. بنابراین آنها را می فرستد و به طور مخفیانه از آنها بازدید می کند.
ملکه جدید و اکنون نامادری که جادوگری را از مادرش آموخته است ، درمورد شش پسر برادر خود باخبر می شود و تصمیم می گیرد آنها را از سر راه خود دور کند. او شش پیراهن جادویی می دوزد و به قلعه پنهانی که بچه ها برای امنیت در آن پنهان شده اند می رود ، سپس پیراهن ها را بر روی پسران می اندازد و آنها را به قو .
تبدیل می کند. برادران فقط می توانند به مدت پانزده دقیقه هر شب شکل انسانی خود را بگیرند . آنها به خواهر کوچکتر خود که هنوز هم انسان است می گویند که راهی برای شکستن چنین نفرینی شنیده اند: او باید از گزنه شش پیراهن بسازد و به مدت شش سال نمی تواند صدا ایجاد کند در غیر این صورت طلسم هرگز شکسته نمی شود . دختر با این کار موافقت می کند و فرار می کند ، در کلبه یک شکارچی پنهان می شود و تنها خود را وقف جمع آوری گزنه و خیاطی در سکوت می کند.
سال ها بعد ، پادشاه کشور دیگری دختری را پیدا می کند که این کار را انجام می دهد ، زیبایی او را مجذوب خود می کند و او را به دربار می برد تا او را ملکه خود کند. با این حال ، مادر دزد پادشاه از او متنفر است و مناسب او را ملکه نمی داند. مادرشوهر شرور هنگامی که اولین فرزندشان را به دنیا می آورد کودک را از او می گیرد و ملکه را به کشتن و خوردن او متهم می کند ، اما پادشاه از این کار امتناع می ورزد.
ملکه جوان دو فرزند دیگر به دنیا می آورد ، اما بار دیگر مادر شوهر آنها را پنهان کرده و به دروغ ادعا می کند که نوزادان خود را کشته و خورده است. پادشاه قادر به محافظت از او نیست و قادر به دفاع صحیح از خود نیست ، ملکه به سوزانده شدن در تیر به عنوان جادوگر محکوم می شود. او در تمام این مدت جلوی اشک و گفته های خود را گرفته و پیراهن گزنه را هرچه باشد دوخته و دوخته است.
ملکه در روز اعدام ، ساخت پیراهن برای برادران خود را به پایان رسانده است. فقط پیراهن آخر بازوی چپ را از دست می دهد. وقتی او را به تیر انداختند ، پیراهن ها را با خود می برد و هنگامی که می خواهد بسوزد ، شش سال تمام می شود و شش قو از هوا پرواز می کنند. او پیراهن ها را به روی برادران خود می اندازد و آنها شکل انسانی خود را بازیابی می کنند ، اگرچه بازوی چپ جوان ترین شاهزاده به دلیل از دست دادن آستین ، همچنان بال می ماند.
ملکه اکنون آزاد است که صحبت کند و می تواند از خود در برابر اتهامات دفاع کند. او این کار را با حمایت برادرانش انجام می دهد. در پایان ، مادر شوهر شیطانی کسی است که به عنوان مجازات در آتش سوزانده می شود.